# Kostel svatého Mikuláše (Úvalno)
Kostel svatého Mikuláše v obci Úvalno (okres Bruntál) je farní kostel postaven v druhé polovině 14. století a kulturní památka České republiky. Patří do diecéze ostravsko-opavské, církevní provincie moravské, děkanátu Krnov

## Historie
První zmínky o obci Úvalno pocházejí z roku 1238. Gotický kostel byl postaven v druhé polovině 14. století a barokně upraven v roce 1762. V letech 2007–2008 byla rekonstruována kostelní věž a vyměněná kostelní báň. Opravu zajistila firma H & B Real, a. s., Vsetín, za nabídnutou částku 1 920 601 Kč (včetně DPH).
Kolem hřbitova byla postavena kamenná hřbitovní zeď.
Kostel patří pod  Děkanát Krnov.

## Popis
Jednolodní stavba s gotickým zděným jádrem polygonálním kněžištěm. K lodi přistavěná sakristie, předsíň a depozitář. Osově k průčelí se přimyká hranolová věž. Kostel barokně upraven v roce 1762.

### Interiér
Loď je zaklenuta dvěma poli křížové klenby, kněžiště je zaklenuto hruškovou klenbou.

### Zvony
Ve věži byl zavěšen zvon o váze 554 kg, který byl ulit v roce 1415, původně byl na hradě Šelenburku. Zvon nesl nápis:Jesus nazarenus rex Judeorum. Zvon byl rekvírován v roce 1916. Byl to nejstarší zvon na Krnovsku. Druhý zvon vážil 431 kg, byl ulit v roce 1602 zvonařem Jakobem Getzem. Zvon byl rekvírován v roce 1916. Při vagónování byl zcizen a ukryt. Po ukončení války byl znovu zavěšen do věže. V roce 1942 byl rekvírován. Malý zvon sv. Barbora byl zavěšen v roce 1919 a byl ulit z ocelolitiny firmou Manoušek v Brně. V roce 1928 byly zavěšeny dva zvony, které ulila zvonařská firma Herold v Chomutově. Zvon sv. Josef měl váhu 175 kg a nesl nápis: Pořízen dobročinnou sbírkou obyvatel Úvalna. Druhý zvon vážil 430 kg a byl v roce 1942 rekvírován. V kostelní věži se nachází hodinový stroj z konce 19. století. 

## Bohoslužby
| Kostel                  | Místo  | Bohoslužba (den) | Hodina |
| ----------------------- | ------ | ---------------- | ------ |
| Kostel svatého Mikuláše | Úvalno | neděle           | 8.30   |

## Varhany
Od roku 1893 jsou zde nainstalovány varhany firmy Rieger-Kloss s opusovým číslem 416 tyto varhany jsou jedno manuálové a mají deset rejstříků, jedná se o poměrně vzácný nástroj. Zpočátku byla traktura mechanická od roku 1926 elektrická. V roce 1999 prošly varhany drobnou opravou v roce 2010 pak rozsáhlejší kdy se musely úplně demontovat.

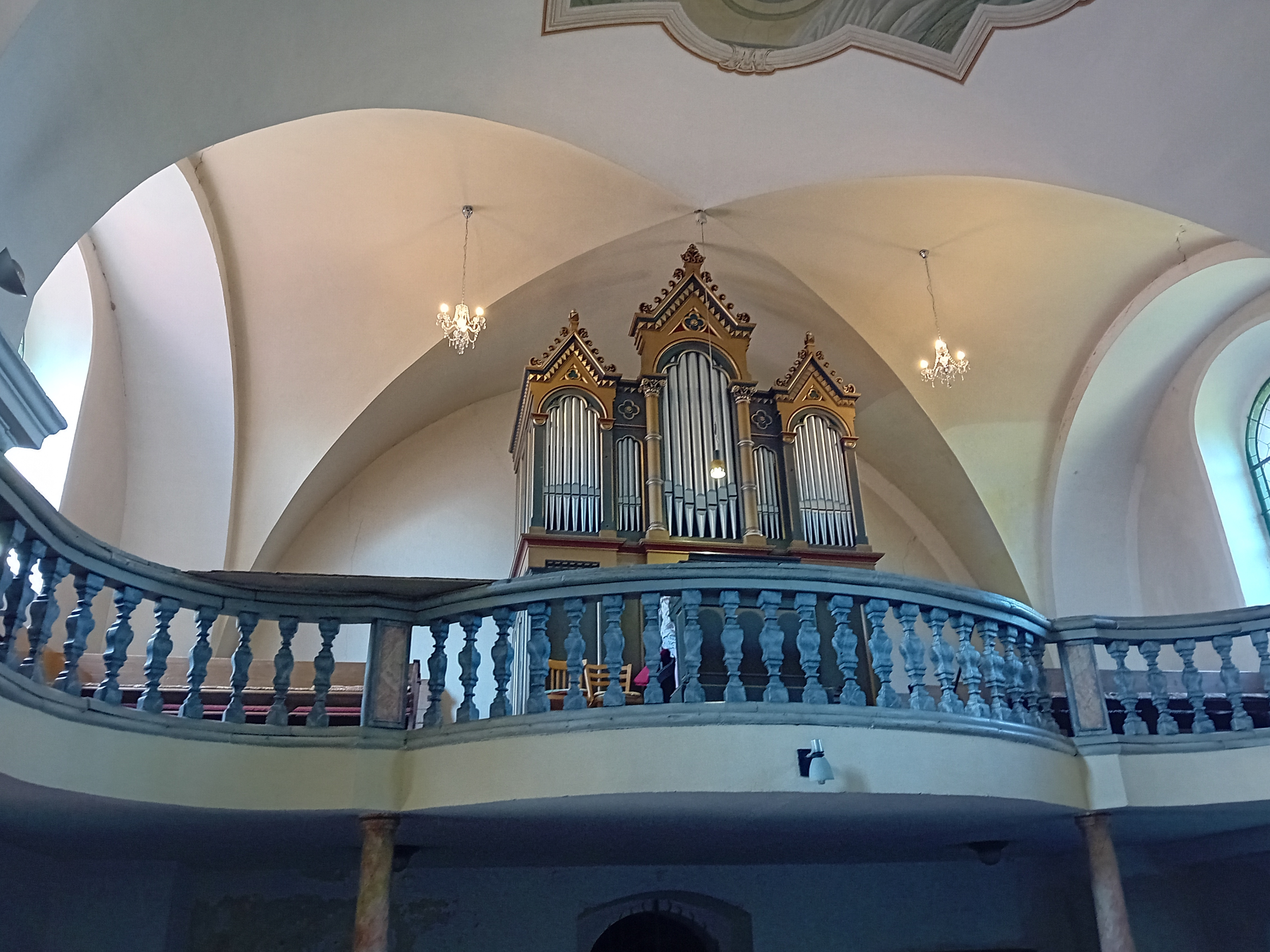
Varhany
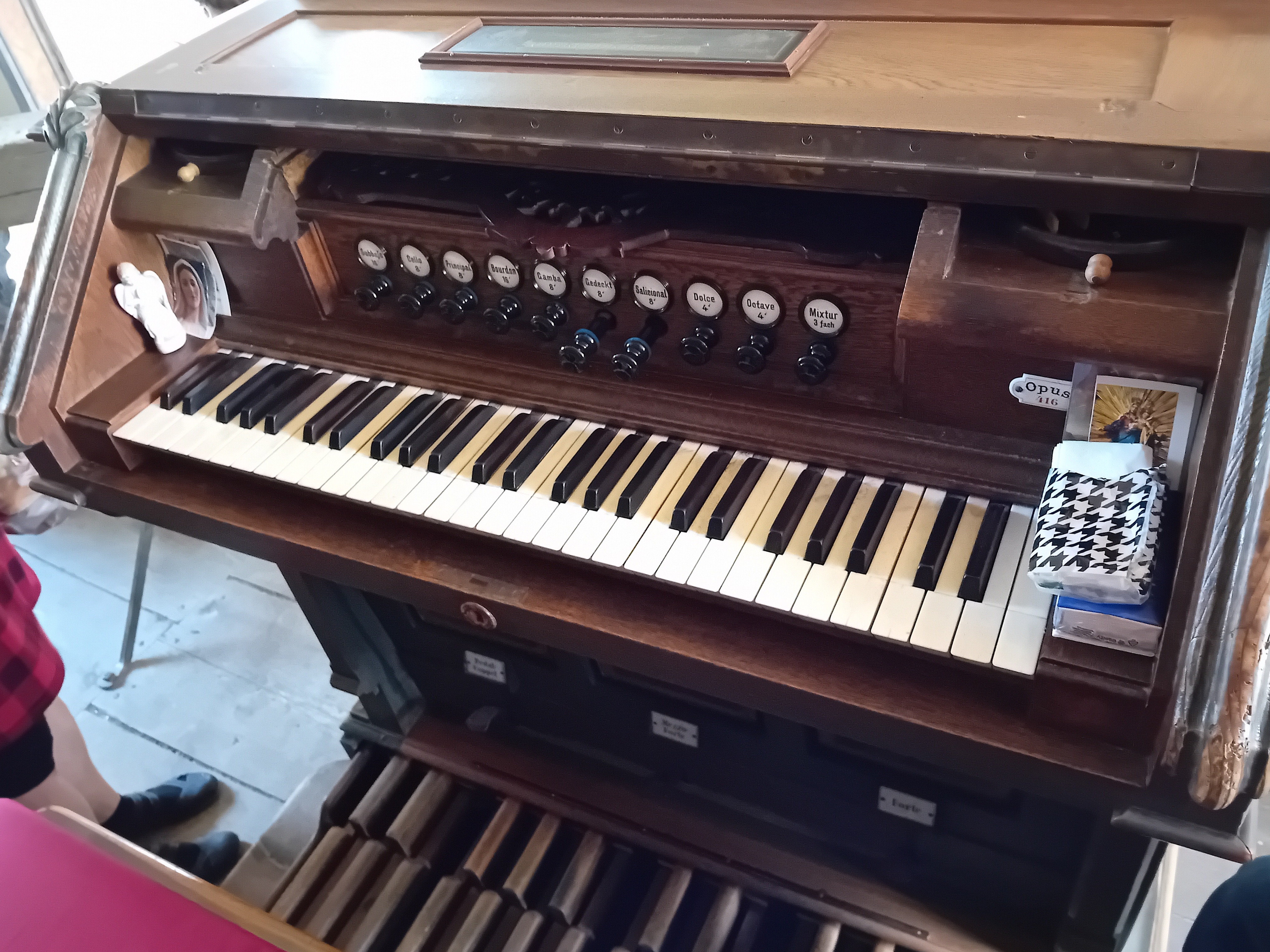
Hrací stůl

## Jiné
U hřbitovní vstupní brány se nachází empírová socha Panny Marie a krucifix, na hřbitově je secesní plastika Truchlící žena.
Kolem kostela vedou cyklostezky 6159, 6165 a 6166.

## Fotogalerie

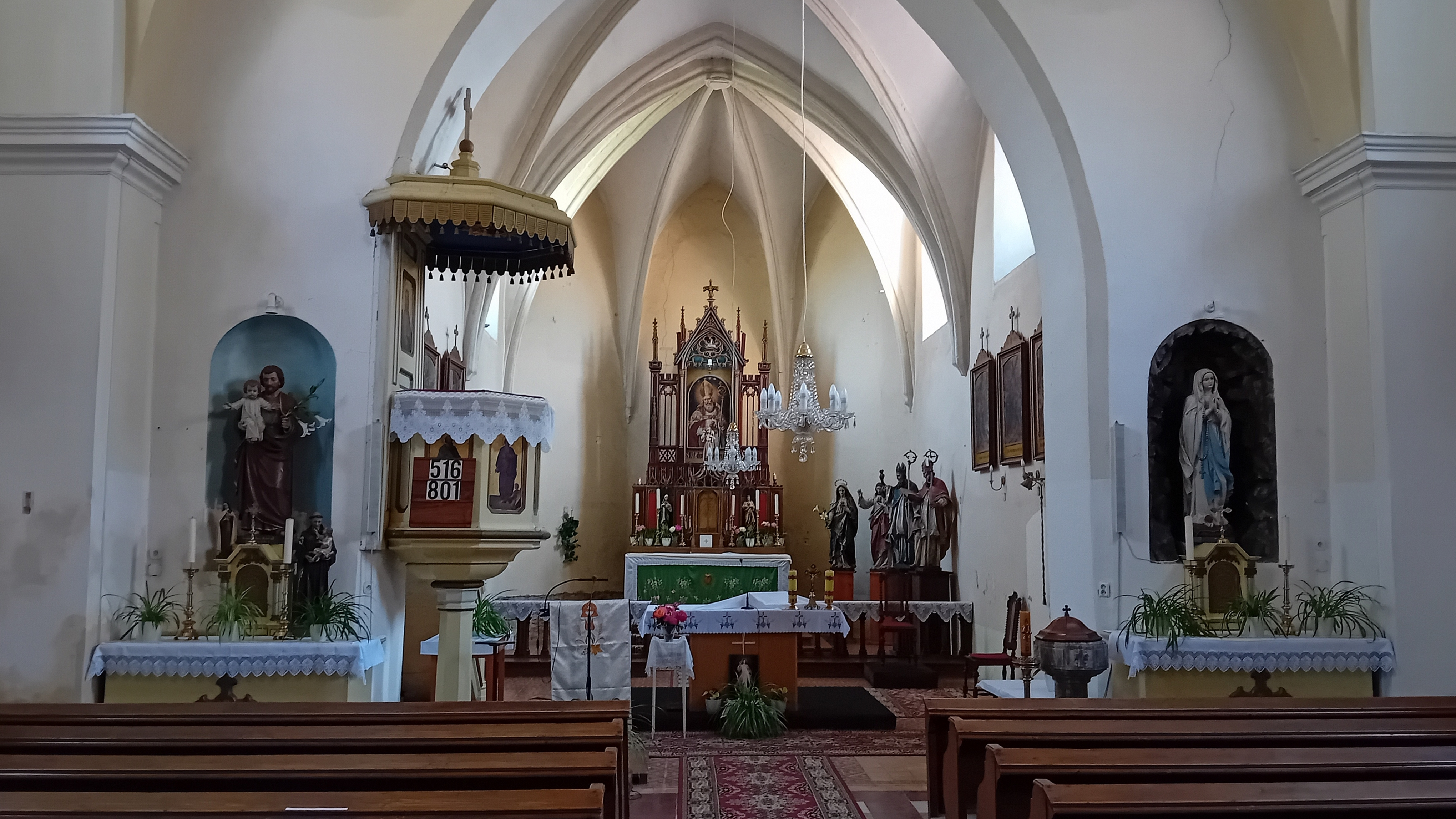
Interiér kostela
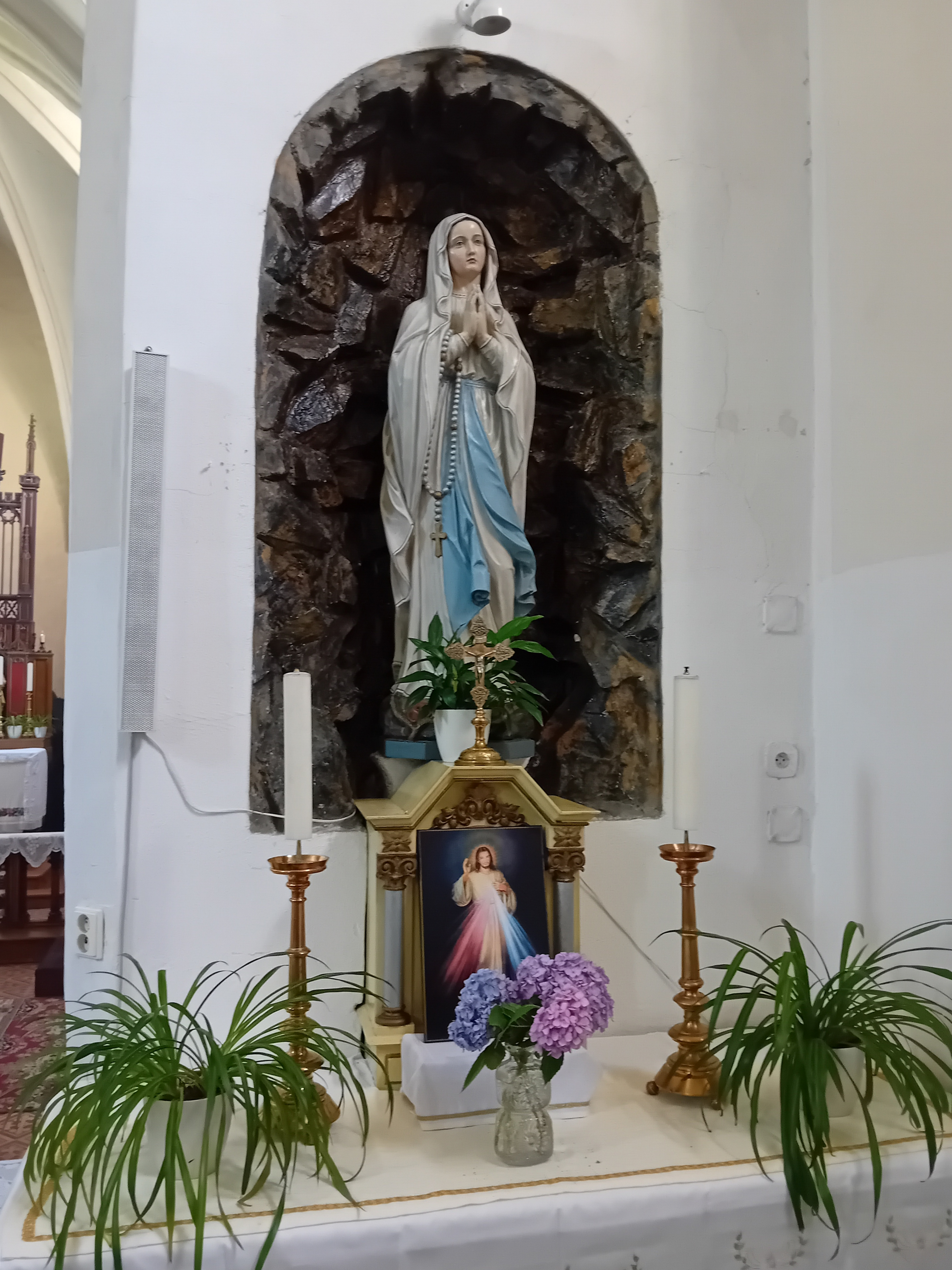
Socha
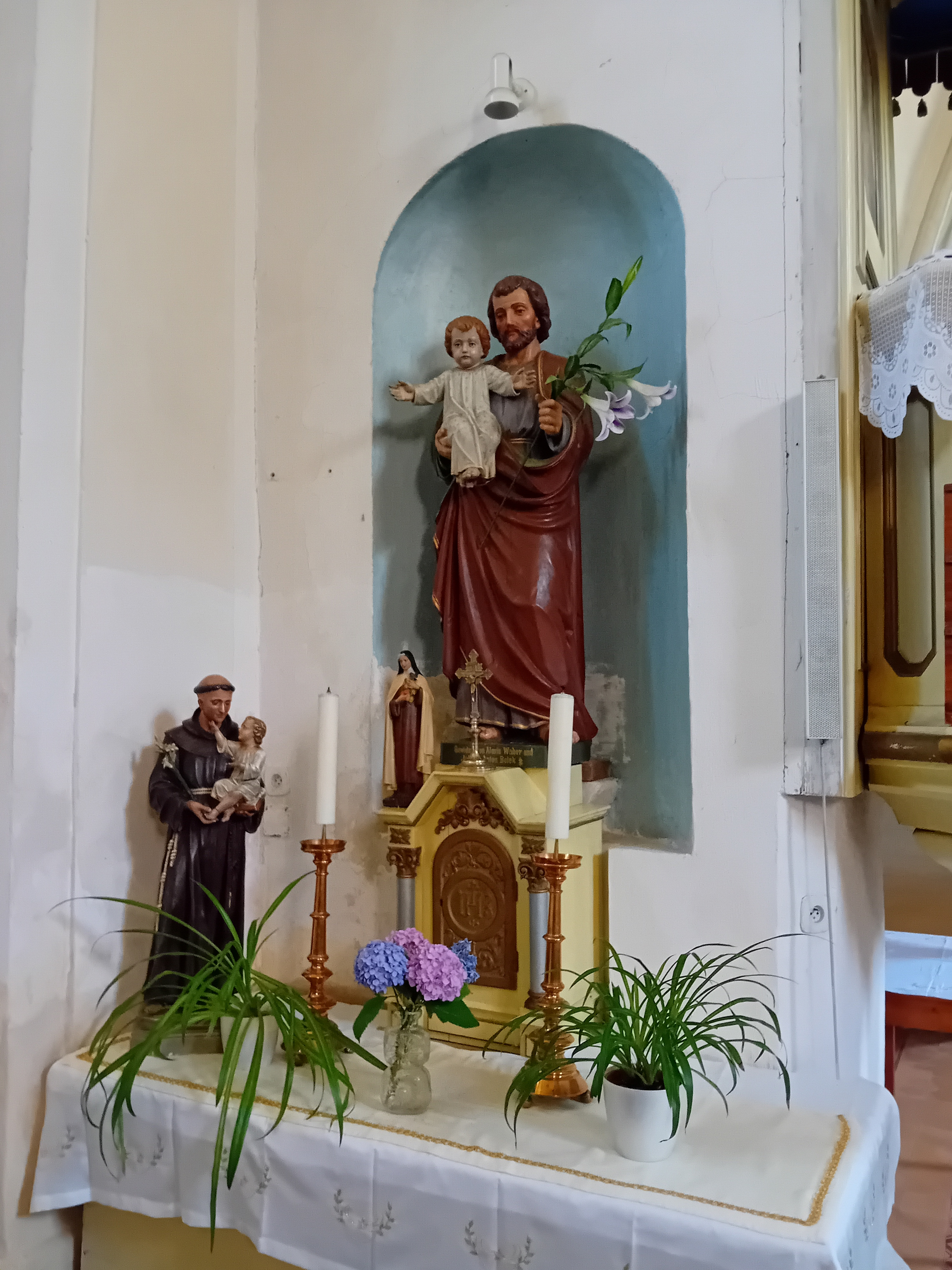
Socha
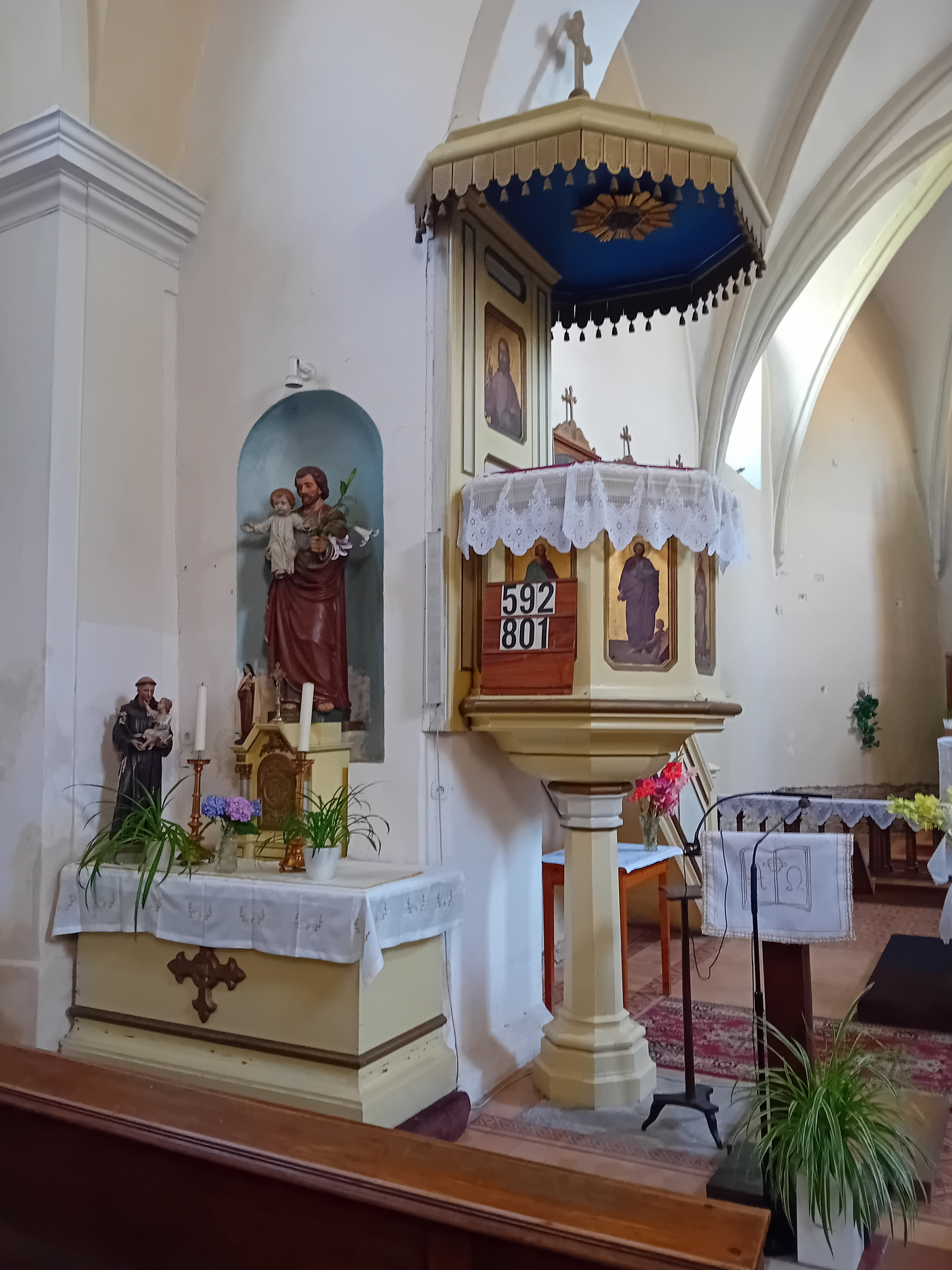
Kazatelna
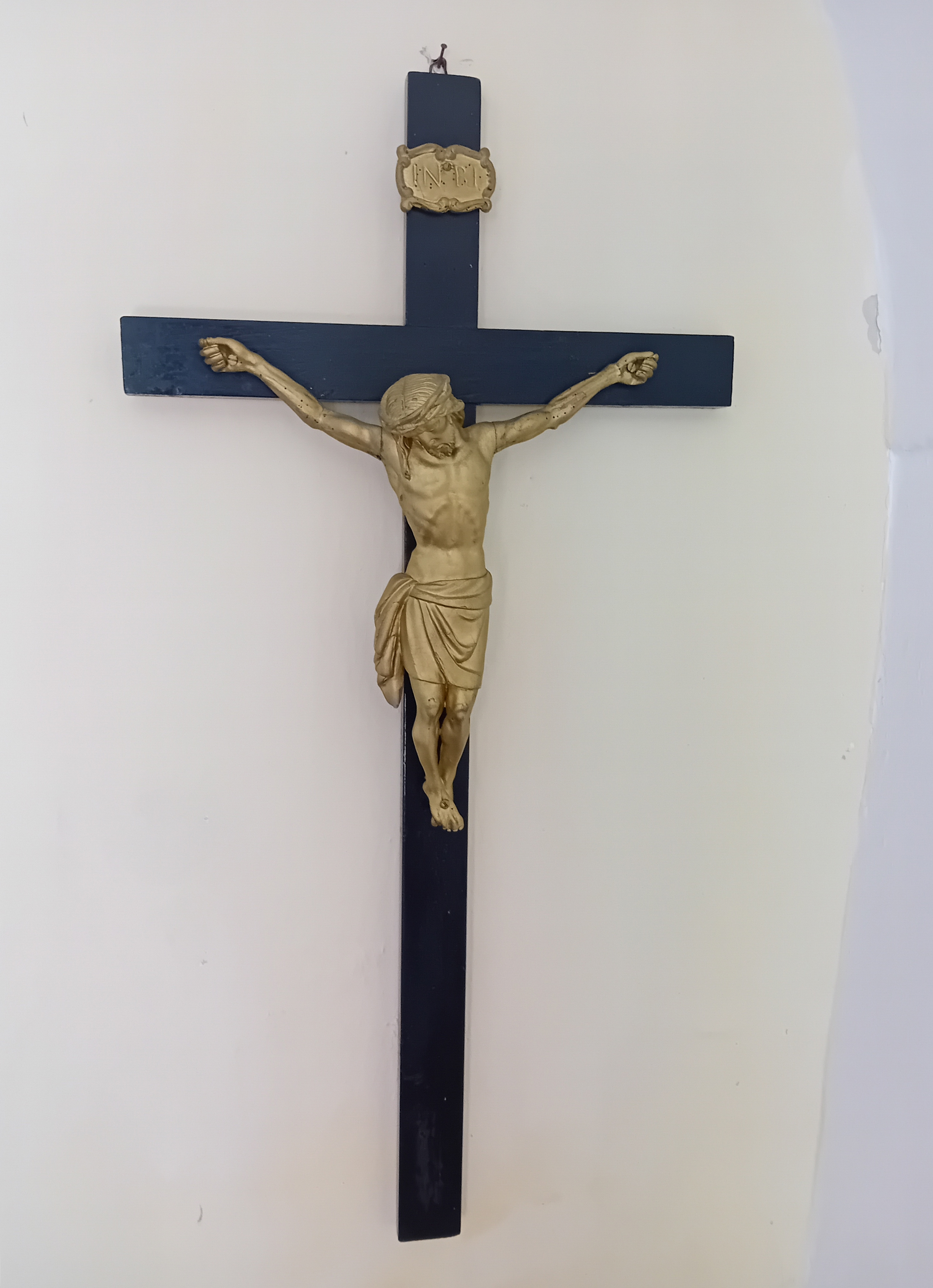
Kříž